# موکریان (هند)

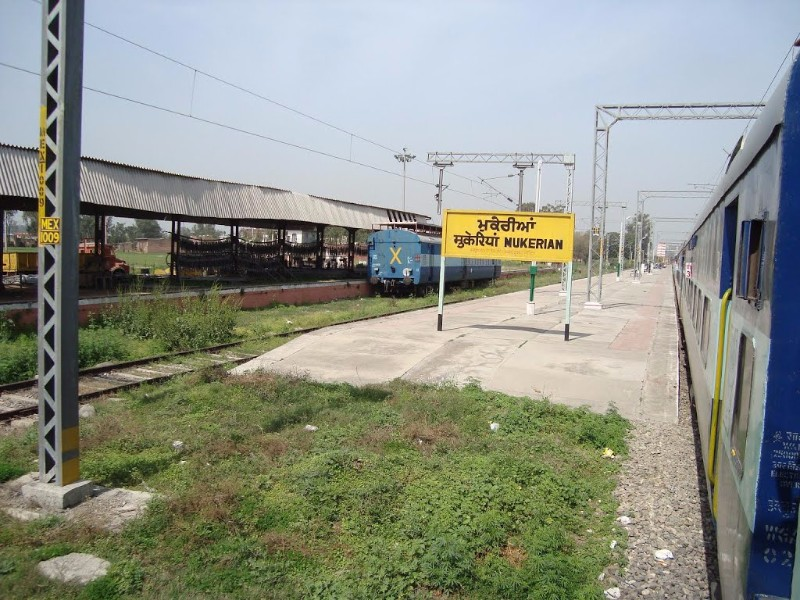
ایستگاه قطار موکریان

موکریان (به انگلیسی: Mukerian) یک منطقه مسکونی است که در بخش هوشیارپور واقع شده‌است. موکریان ۷۵ کیلومتر مربع مساحت و ۲۹٬۸۴۱ نفر جمعیت دارد و ۲۵۷ متر بالاتر از سطح دریا واقع شده‌است.